# Droga wojewódzka 304
Die Droga wojewódzka 304 (DW 304) ist eine 20 Kilometer lange Droga wojewódzka (Woiwodschaftsstraße) in der polnischen Woiwodschaft Lebus, die Okunin mit Kosieczyn verbindet. Die Strecke liegt im Powiat Zielonogórski und im Powiat Świebodziński.

## Streckenverlauf
Woiwodschaft Lebus, Powiat Zielonogórski
-  Okunin (Langmeil) (S 3, DK 92, DW 276)
- Klępsk (Klemzig)
- Janowiec (Kesselsdorf)
- Kolesin (Goltzen)
-  Nowe Kramsko (Neu Kramzig) (DW 456)
-  Babimost (Bomst) (DW 303, DW 313)

Woiwodschaft Lebus, Powiat Świebodziński
-  Kosieczyn (Kuschten) (DW 302)